# Zhao Jun
Dans ce nom, le nom de famille, Zhao, précède le nom personnel.
Zhao Jun est un joueur d'échecs chinois né le 12 décembre 1986 à Jinan.
Au 1er février 2021, il est le no 11 Chinois et le 131e joueur mondial avec un classement Elo de 2 638 points.

## Biographie et carrière
Grand maître international depuis 2004, Zhao Jun a remporté le tournoi de Hastings 2014-2015 avec 8 points sur 9.
Zhao Jun a représenté la Chine lors du championnat du monde d'échecs junior de 2004 et remporta la médaille de bronze. Lors de l'olympiade d'échecs de 2006 à Turin, il jouait comme deuxième remplaçant et remporta la médaille de bronze par équipe. En 2008, il a remporté la médaille d'or par équipe au championnat du monde par équipes d'Asie.